# اندری پولین
اندری پولین (اوکراینی: Андрій Вікторович Полунін؛ زادهٔ ۵ مارس ۱۹۷۱) بازیکن فوتبال اهل اوکراین است.
از باشگاه‌هایی که در آن بازی کرده‌است می‌توان به باشگاه فوتبال کریفباس کریفیی ریه، باشگاه فوتبال دنیپرو، باشگاه فوتبال روت‌وایس اسن، باشگاه فوتبال آرسنال کی‌یف، باشگاه فوتبال سن پائولی، باشگاه فوتبال نورنبرگ، و باشگاه فوتبال کارپاتی لویو اشاره کرد.
وی همچنین در تیم ملی فوتبال اوکراین بازی کرده‌است.